# О Х'є Рі
О Х'є Рі (кор. 오혜리, нар. 30 квітня 1988) — південнокорейська тхеквондистка, олімпійська чемпіонка 2016 року.

## Виступи на Олімпіадах
| Олімпіада           | Дисципліна | Місце |
| ------------------- | ---------- | ----- |
| Ріо-де-Жанейро 2016 | до 67 кг   | 1     |